# Kazuo Hirai
Kazuo "Kaz" Hirai (Tokio, 22 de diciembre de 1960) es un empresario japonés. Fue el presidente y CEO de Sony Corporation, como también miembro de la Junta Directiva de Sony Computer Entertainment entre abril de 2021 y abril de 2018. La revista Entertainment Weekly lo reconoció como uno de los ejecutivos más poderosos de la industria del entretenimiento. Hirai fue nombrado presidente y CEO de Sony el 1 de abril de 2012.

## Infancia
Kazuo Hirai nació en 1960 en Tokio, Japón. En el país nipón asistió a la Escuela Americana. Entre 1973 y 1976, Hirai asistió a Valley Park Middle School en Toronto. Es hijo de un banquero. Dada su posición de alto directivo, él y su padre viajaban a menudo a California, Nueva York y Canadá. Esta circunstancia ha sido un factor importante en su éxito empresarial multinacional.
Fue su interés por los videojuegos en su infancia lo que más tarde le llevó a integrarse en el negocio del entretenimiento. Se graduó en la Universidad Cristiana Internacional de Japón en agosto de 1984, donde se licenció en Artes Liberales. Posteriormente, Hirai fue contratado por CBS/Sony (actualmente Sony Music Entertainment), donde trabajaba en el área de marketing internacional. 
Al poco tiempo fue nombrado jefe de la Oficina de Negocios Internacional de Sony Computer Entertainment Japan en Nueva York.

## Carrera profesional

### CBS/Sony
Kazou Hirai comenzó su carrera profesional en Sony Music Entertainment Japan en 1984. Comenzó en el Departamento de Marketing de CBS/Sony (actualmente Sony Music Entertainment Japan). Luego fue nombrado jefe del Departamento de Negocios internacionales de Sony. Posteriormente, se trasladó a la oficina de Sony Music Japan en Nueva York.

### Sony Computer Entertainment (SCE)
En agosto de 1995 Hirai se unió a la división de ordenadores y videojuegos de Sony, Sony Computer Entertainment América. Dos años más tarde, en 1997, Hirai finalizó la creación de su primer videojuego. Con el lanzamiento de la PlayStation 2 en el 2000, Kazuo continuó exitosa carrera, con el lanzamiento de videojuegos como Jak y Daxter, Ratchet & Clank, Sly Cooper y SOCOM: Navy SEALs EE. UU. 
El 3 de julio de 2006, Sony Computer Entertainment anunció que Hirai había sido nombrado nuevo vicepresidente del grupo. El 30 de noviembre de 2006, dos semanas después del lanzamiento de la PlayStation 3, Hirai reemplazó a Ken Kutaragi como presidente de Sony Computer Entertainment. Aun así mantuvo sus cargos en Sony Computer Entertainment América, además de ser designado director de Operaciones de Sony Computer Entertainment International. El propio Kutaragi fue ascendido a presidente de Sony Computer Entertainment International, además de continuar como director ejecutivo del Grupo.
El 26 de abril de 2007 se anunció que Hirai será designado presidente y director general de Sony Computer Entertainment International, en sustitución de Ken Kutaragi, que se jubiló aunque fue nombrado Presidente de Honor.
El 1 de abril de 2009, las divisiones de electrónica y de los videojuegos de Sony se fusionaron y se reconfiguró en dos grandes grupos: Dispositivos y Productos de Consumo (CPDG, por sus siglas en inglés)  y Productos de Red y Servicios (PSG, por sus siglas en inglés). Hirai fue nombrado vicepresidente ejecutivo de Sony Corporation, al tiempo que desempeñaba el cargo de presidente de NPSG. Estaba al cargo de todas las actividades de desarrollo, producción y comercialización en NPSG, que comprendía los videojuegos (es decir, Sony Computer Entertainment International y Sony Online Entertainment), ordenadores personales (VAIO), dispositivos móviles (incluidos los Walkman y Xperia) y de servicios de entretenimiento (Sony Entertainment Network, entre los que se incluye los negocios de música, vídeo, juegos, libros electrónicos, etc).
Hirai fue elegido presidente de Sony Computer Entertainment el 1 de septiembre de 2011 y fue reemplazado en sus funciones por Andrew House como director general y consejero delegado del Grupo. Dejó la presidencia de Sony Computer Entertainment International el 25 de junio de 2012, pero permanece en la Junta Directiva.

### Sony Corporation
El 1 de abril de 2011 Hirai fue nombrado vicepresidente ejecutivo de Sony Corporation. Se especuló que Hirai podría ser el sucesor de Howard Stringer, por aquel entonces presidente en funciones y consejero delegado de Sony Corporation, que entonces se esperaba que dimitiese en 2013.
Finalmente, el 1 de febrero de 2012, Sony anunció que Hirai había sido elegido presidente y director general de Sony. Fue nombrado oficialmente por la Junta Directiva en la reunión anual de accionistas del 27 de junio de 2012.
Hirai anunció el 28 de marzo de 2019 que se retiraría como presidente de Sony el 18 de junio de 2019, aunque seguiría actuando como asesor principal a pedido de Sony. Hirai declaró que confiaba en que Yoshida podría continuar con el liderazgo de Sony. Después de su jubilación, Hirai permanece como asesor principal de la empresa.